# Championnat de Tunisie de football 1966-1967
Navigation
Saison précédente Saison suivante
La saison 1966-1967 du championnat de Tunisie de football est la 12e édition de la première division tunisienne à poule unique, la Ligue Professionnelle 1. Les douze meilleurs clubs tunisiens jouent les uns contre les autres à deux reprises durant la saison, à domicile et à l'extérieur. En fin de saison, les deux derniers du classement sont relégués et remplacés par les deux meilleurs clubs de Ligue Professionnelle 2.
C'est le Club africain qui remporte le titre de champion de Tunisie, en terminant en tête du championnat, devançant de huit points le trio comportant le tenant du titre, l'Étoile sportive du Sahel, le Stade tunisien et le Sfax railway sport. Il s'agit du quatrième titre de champion de l'histoire du club, qui réussit même le doublé en battant l'Étoile sportive du Sahel en finale de la coupe de Tunisie.

## Clubs participants
| - Sfax railway sport - Club sportif de Hammam Lif - Club africain - Espérance sportive de Tunis - Étoile sportive du Sahel - Club athlétique bizertin | - Stade soussien - Stade tunisien - Club sportif sfaxien - Union sportive monastirienne - Promu de LP2 - Avenir sportif de La Marsa - Club sportif des cheminots - Promu de LP2 |

## Compétition

### Classement
Le barème de points servant à établir le classement se décompose ainsi :
- Victoire : 3 points
- Match nul : 2 points
- Défaite : 1 point

| Rang | Équipe                           | Pts | J  | G  | N | P  | Bp | Bc | Diff |
| ---- | -------------------------------- | --- | -- | -- | - | -- | -- | -- | ---- |
| 1    | Club africain (C)                | 58  | 22 | 15 | 6 | 1  | 38 | 10 | +28  |
| 2    | Étoile sportive du Sahel (T)     | 50  | 22 | 10 | 8 | 4  | 33 | 17 | +16  |
| 3    | Stade tunisien                   | 50  | 22 | 11 | 6 | 5  | 30 | 19 | +11  |
| 4    | Sfax railway sport               | 50  | 22 | 11 | 6 | 5  | 23 | 14 | +9   |
| 5    | Avenir sportif de La Marsa       | 49  | 22 | 10 | 7 | 5  | 33 | 19 | +14  |
| 6    | Club sportif sfaxien             | 46  | 22 | 10 | 4 | 8  | 28 | 27 | +1   |
| 7    | Espérance sportive de Tunis      | 45  | 22 | 8  | 7 | 7  | 33 | 23 | +10  |
| 8    | Club athlétique bizertin         | 44  | 22 | 7  | 8 | 7  | 16 | 23 | -7   |
| 9    | Union sportive monastirienne (P) | 38  | 22 | 6  | 4 | 12 | 24 | 41 | -17  |
| 10   | Club sportif de Hammam Lif       | 37  | 22 | 5  | 5 | 12 | 16 | 35 | -19  |
| 11   | Stade soussien                   | 32  | 22 | 3  | 4 | 15 | 17 | 34 | -17  |
| 12   | Club sportif des cheminots (P)   | 29  | 22 | 3  | 1 | 18 | 13 | 42 | -29  |

|  | Champion de Tunisie 1966-1967                                                                |
|  | Relégation directe en deuxième division                                                      |
|  | (T) Tenant du titre (C) Vainqueur de la coupe de Tunisie (P) Club promu de deuxième division |

## Bilan de la saison

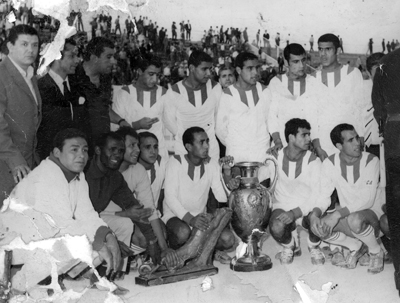
Équipe du Club africain lors du doublé de la saison 1966-1967.

| Championnat de Tunisie de football 1966-1967 |                               |
| Champion                                     | Club africain (4e titre)      |
| Coupes et trophées                           |                               |
| Vainqueur de la Coupe de Tunisie 1966-1967   | Club africain                 |
| Promotions et relégations                    |                               |
| Promus en Ligue Professionnelle 1            | Club olympique des transports |
| Promus en Ligue Professionnelle 1            | Union sportive maghrébine     |
| Relégués en Ligue Professionnelle 2          | Stade soussien                |
| Relégués en Ligue Professionnelle 2          | Club sportif des cheminots    |